# 아오노고역
아오노고역(일본어: 青郷駅)은 일본 후쿠이현 오이군 다카하마정에 위치한 서일본 여객철도 오바마 선의 철도역이다. 단선 승강장 1면 1선의 구조를 갖춘 지상역이다.

## 이용 현황
| 승차 인원 추이 | 승차 인원 추이 |
| 연도           | 1일 평균       |
| -------------- | -------------- |
| 1998           | 120            |
| 1999           | 111            |
| 2000           | 86             |
| 2001           | 101            |
| 2002           | 88             |
| 2003           | 92             |
| 2004           | 92             |
| 2005           | 96             |
| 2006           | 106            |
| 2007           | 105            |
| 2008           | 121            |
| 2009           | 110            |
| 2010           | 112            |
| 2011           | 124            |
| 2012           | 132            |
| 2013           | 140            |

## 역 주변
- 국도 제27호선

## 역사
- 1940년 11월 1일 : 오바마 선의 마쓰노오데라 역 - 와카사타카하마 역 간에 신설 개업. 여객 영업만.
- 1973년 3월 15일 : 국철 직원에 의해 출 · 개납 업무를 정지해 여객 업무에 대해서 무인화.
- 1987년 4월 1일 : 일본국유철도 분할 민영화에 의해, 서일본 여객철도가 승계.
- 2010년 6월 1일 : 오바마 철도부와 후쿠이 지역 철도부의 후쿠이 현 레이난 지구가 통합해, 쓰루가 지역 철도부가 발족한 것에 대해, 당 역은 쓰루가 지역 철도부로 이관.

## 인접 역
| 서일본 여객철도 오바마 선        | 서일본 여객철도 오바마 선 | 서일본 여객철도 오바마 선 |
| -------------------------------- | ------------------------- | ------------------------- |
| 마쓰노오데라 히가시마이즈루 방면 | ■ 오바마 선               | 미쓰마쓰 쓰루가 방면      |